# Carl Adam Silfverhielm
Carl Adam Silfverhielm, född den 21 september 1719, död den 18 juni 1771 på Flishult i Näsby socken, Jönköpings län, var en svensk friherre och militär. Han var son till Göran Silfverhielm och far till Carl Göran Silfverhielm. 
Silfverhielm blev volontär vid Livregementet till häst 1729, korpral där 1730, adjutant 1734, kornett 1740, löjtnant 1742, ryttmästare 1747 och major 1756. Han blev kvartermästare vid Livdrabantkåren 1763 och beviljades avsked 1764 med överstes karaktär. Silfverhielm bevistade kampanjen i Finland 1741 och pommerska kriget 1757–1761. Han blev riddare av Svärdsorden 1748.